# Henning Berg (Posaunist)
Henning Berg (* 1954) ist ein deutscher Jazzmusiker (Posaunist, Komponist) und Hochschullehrer.

## Leben und Wirken
Berg spielte zunächst mit Michael Villmow, Theo Kierdorf und Ira Coleman in der Gruppe Welcome und hatte ein Duo mit Schlagzeuger Andreas Genschel. Von 1982 bis 1996 war er Posaunist der WDR Big Band Köln. Er verließ die Band, um mehr Zeit für eigene Projekte in Jazz und improvisierter Musik zu haben. Mit Bob Brookmeyer arbeitete er in mehreren Duoprojekten zusammen. Seit 1994 spielte er regelmäßig im Duo mit dem englischen Pianisten John Taylor in der Formation „Tango & Company“ (CD 1997,  Berliner Jazztage 1998, Festival Bath/England 2002). Neben seiner eigenen Band, dem „Henning Berg Quartett“ (mit Hendrik Soll, Christian Ramond und Daniel Schröteler; CD „Minnola“, 2003) spielte er bei Frank Wunsch, im Engstfeld/Weiss-Quintett, im Duo mit dem Organisten Johannes Quack und dem Pianisten Simon Seidl, mit dem Berlin Contemporary Jazz Orchestra Alexander von Schlippenbachs und vielen weiteren.
Berg entwickelte die interaktive Software „TANGO“, die auf musizierende Partner reagiert und automatisch musikalische Antworten „improvisiert“. Sie wurde von Steinberg Media Technologies weltweit veröffentlicht und von Henning Berg und anderen bei Konzerten im In- und Ausland eingesetzt. Seit 1999 ist eine völlig neue Version (Tango II) in Arbeit. 
Berg ist Professor für Jazzposaune an der Hochschule für Musik Köln und war zuvor Hochschullehrer an der Folkwang Hochschule Essen. Er verfasste und produzierte zudem Filmmusiken für den WDR.